# Matsuoka Mayu
Matsuoka Mayu (松岡 茉優 (Tùng Cương Mạt Ưu) sinh ngày 16 tháng 2 năm 1995) là một nữ diễn viên, diễn viên lồng tiếng và người mẫu Nhật Bản. Cô được biết đến qua các bộ phim như Chihayafuru 2, The Kirishima Thing, Nữ thợ lặn,... Matsuoka đã kí hợp đồng trở thành diễn viên của Hirata Office Agency Talent Management.

## Sự nghiệp

### Phim điện ảnh
| Năm  | Tên phim                                                     | Vai diễn            | Đạo diễn           | Ghi chú   |
| ---- | ------------------------------------------------------------ | ------------------- | ------------------ | --------- |
| 2006 | Akiba                                                        |                     | Yūichi Onuma       |           |
| 2008 | Love Exposure                                                | Yuri                | Sion Sono          |           |
| 2012 | Potechi                                                      | Miyu                | Yoshihiro Nakamura |           |
| 2012 | The Kirishima Thing                                          | Sana                | Daihachi Yoshida   |           |
| 2012 | Lesson of the Evil                                           | Satomi Shirai       | Takashi Miike      |           |
| 2013 | Suzuki Sensei: The Movie                                     | Nanami Horinouchi   | Hayato Kawai       |           |
| 2013 | Zekkyō Gakkyū                                                | Erika Katori        | Tetsuya Satō       |           |
| 2013 | Hajimari no Michi                                            | Yaeko               | Keiichi Hara       |           |
| 2014 | Little Forest                                                | Kikko               | Junichi Mori       |           |
| 2014 | Samu Life                                                    | Yumi                | Takeshi Moriya     |           |
| 2015 | Strayer's Chronicle                                          | Momo                | Takahisa Zeze      |           |
| 2016 | Neko nanka yondemo konai                                     | Ume-san             | Tōru Yamamoto      |           |
| 2016 | Chihayafuru phần 2                                           | Shinobu Wakamiya    | Norihiro Koizumi   |           |
| 2016 | Pokémon the movie XY&Z: Volcanion and the Ingenious Magearna | Chymia (lồng tiếng) | Kunihiko Yuyama    |           |
| 2016 | Dáng hình thanh âm                                           | Shōya (lồng tiếng)  | Naoko Yamada       |           |
| 2017 | Blank13                                                      | Bạn gái Kõji        | Takumi Saito       |           |
| 2017 | Tremble All You Want                                         | Yoshika             | Akiko Ōku          | Lead role |
| 2018 | Chihayafuru phần 3                                           | Shinobu Wakamiya    | Norihiro Koizumi   |           |
| 2018 | Shoplifters                                                  | Aki Shibata         | Hirokazu Kore-eda  |           |

### Phim truyền hình
| Năm  | Tên phim                                  | Vai diễn          | Kênh | Ghi chú     |
| ---- | ----------------------------------------- | ----------------- | ---- | ----------- |
| 2011 | Suzuki Sensei                             | Nanami Horinouchi | TX   |             |
| 2013 | Nữ thợ lặn                                | Shiori Iruma      | NHK  | Asadora     |
| 2014 | GTO                                       | Ayuna             | CX   |             |
| 2015 | Mondai no Aru Restaurant                  | Chika Ameki       | CX   |             |
| 2015 | Kōnodori                                  | Kae Shimoya       | TBS  |             |
| 2016 | Sono 'Okodawari', Watashi ni mo Kure yo!! | Herself           | TX   | Lead role   |
| 2016 | Sanada Maru                               | Chikurin-in       | NHK  | Taiga drama |
| 2016 | Aquarium Girl                             | Yuka Shima        | NHK  | Lead role   |
| 2017 | Kōnodori Season 2                         | Kae Shimoya       | TBS  |             |
| 2017 | My Husband Can Not Work                   | Sayaka Kobayashi  | NTV  |             |
| 2018 | Kuroido Goroshi                           | Hanako Kuroido    | CX   | TV Movie    |

### Lồng tiếng
Phim
- Jurassic World – Gray Mitchell (Ty Simpkins)

Hoạt hình
- Cars 3 – Cruz Ramirez

## Giải thưởng
| Năm  | Lễ trao giải                                | Giải thưởng             | Vai diễn             | Kết quả   |
| ---- | ------------------------------------------- | ----------------------- | -------------------- | --------- |
| 2016 | The 41st Hochi Film Award                   | Best Supporting Actress | Chihayafuru          | Đề cử     |
| 2017 | The 71st Mainichi Film Awards               | Best New Actress        | Chihayafuru          | Đề cử     |
| 2018 | The 27th Tokyo Sports Film Award            | Best Actress            | Tremble All You Want | Đề cử     |
| 2018 | The 27th Japanese Professional Movie Awards | Best Actress            | Tremble All You Want | Đoạt giải |
| 2019 | The 42nd Japan Academy Prize                | Best Actress            | Tremble All You Want |           |